# 迪倫·斯托姆·魯夫
迪倫·斯托姆·魯夫（英語：Dylann Storm Roof，1994年4月3日—），美國罪犯，於2015年6月17日犯下查尔斯顿教堂枪击案的嫌犯。

## 個人背景
魯夫出生於南卡罗来纳州哥伦比亚，在家中有同父異母的姐姐還有一個妹妹，父親是木匠和承包商，從小父母即離異（但在魯夫出生時暫時和解了），後來在1999年父親與繼母佩奇·曼·黑斯廷斯結婚，據稱父親曾對繼母進行了多次的口頭和身體虐待。於2005年至2008年期間，他們一家人暫時搬到了佛羅里達群島，後來在2009年，父親與繼母離婚，根據繼母離婚時提出的宣誓書，魯夫在成長過程中表現出了強迫症行為，他對細菌產生了興趣，堅持以某種風格剪髮，甚至還在初中時開始吸食大麻，他曾被抓到花錢購買大麻。
魯夫曾在南卡羅來納州的兩個縣至少上過七所學校，包括萊辛頓的白丘爾高中，他在該高中重複了九年級，卻在另一所學校完成了學業，據家人稱魯夫在2010年停止了學業，長時間都在玩電子遊戲，也與吸毒和喝酒之間交替進行。他在當地美國福音路德教會的名單上，但目前還不清楚他最近是否參加過。
他也一直在父親的指示下擔任景觀設計師，案發前魯夫辭去了景觀設計師的工作。案發後，他的叔叔卡森·考尔斯（Carson Cowles）從電視新聞畫面中確認是自己的姪子，並稱魯夫在4月份生日時，曾收到父親所送的生日禮物：一把點45手槍，但他無法確認該把手槍是否為本次犯案的凶器。考爾斯表示他曾經試圖要教導自己的姪子，但魯夫卻拒絕了，因此兩人關係逐漸疏遠。據繼母稱，魯夫在她與父親離婚後切斷了她的所有聯繫，當姐姐準備要結婚時，魯夫也拒絕了參加她婚禮儀式的邀請。
魯夫的一位高中同學曾說：「儘管他發表了種族主義，但他在學校的一些朋友其實是黑人」。

## 案件歷程
地點於南卡羅萊納州查爾斯頓以馬內利非裔衛理公會教堂，那時教堂正在進行聖經研究，牧師克萊門塔·平克尼和出席者都是非裔美國人，魯夫開著一輛車到了現場之後亂槍掃射，造成9人死亡、1人受傷，其中包括牧師克萊門塔·平克尼。
過程中，魯夫一邊辱罵種族歧視的言語與粗話，一邊開槍殺人，期間還裝填了五次彈藥。桑德斯的母親，也是研究會參加者之一稱，其他倖存者是透過裝死才躲過了槍擊；而她是魯夫刻意留下的活口，魯夫對她說，「這樣她就可以告訴大家發生了什麼事」。9名死者都是黑人，8人當場死亡，另一人是在醫院急救無效宣告不治。
案件發生後魯夫迅速逃逸的離開現場，警方对他进行全面通緝。案件發生14小時之後，魯夫才在北卡羅萊納州被警方逮捕。
在追捕完畢後，警方宣布在北卡羅萊納州的一處臨檢點抓到了他，距離案發地點220公里。美國聯邦調查局（FBI）也曾在案件發生一天之後鎖定魯夫為該槍擊案的主嫌。
警方在調查此案件時，發現他的臉書網頁中的照片，他穿著一件印有兩面國旗的夾克，一面是1994年以前的南非國旗，一面是羅德西亞（後稱辛巴威）的國旗，另一張則顯示魯夫坐在上面有美利堅聯盟國國旗圖案的汽車引擎蓋上，兩個國家在當時都曾嚴格施行種族隔離制度，根據他的室友曾說魯夫表示支援美國種族隔離制度，並想開始一個內戰。

## 案件動機
關於動機，魯夫的童年好友表示，他對於兩位非裔美國人喪命的看法，分別為特雷翁·馬丁謀殺案以及弗雷迪·格雷因私藏彈簧刀在警方拘留期間死亡，並且該案件還引發了2015年巴爾的摩暴動，因此魯夫猛烈抨擊了這兩項案件。他還經常聲稱“黑人正在征服世界”。據報導，他告訴了朋友和鄰居說他要謀殺黑人的計劃，案發前，他曾跟朋友和鄰居預告將要殺人，包括計劃襲擊的查爾斯頓以馬內利非裔衛理公會教堂，但朋友和鄰居都以為他是在開玩笑，沒有多加留意，主張也沒有得到認真對待。
該案件動機同時也和魯夫對白人至上主義、白人民族主義、極右派主義、新納粹主義、黑人恐懼症的看法有關，他承认带着挑起种族战争的攻击意图犯下袭击案，也相信白人種族滅絕陰謀論。

## 司法歷程
魯夫放弃了引渡权利，于6月18日晚间飞抵南卡罗来纳州，被关押在北查尔斯顿艾尔·加侬看守所。6月19日，他被控以“九项谋杀罪名和一项持有枪支犯罪的罪名”，当天晚些时候在法庭的保释听证中首次受审。
2015年9月，南卡羅來納州的州檢察官求處對魯夫兇嫌死刑。
2016年5月，美國司法部宣布魯夫在聯邦起訴中也會面臨死刑，成為史上第一位同時面臨州和聯邦死刑的罪犯。12月魯夫被判33項罪名成立。
魯夫的審判曾在2016年至2017年期間被延遲，最初在陪審團選拔過程中預計將於2016年6月開始，但在11月延遲了選拔，之後國家審判被延遲到了2017年1月17日，後來又再次延遲。
2017年1月10日被判處死刑。4月10日，魯夫承認自己殺害9人之後，並以九項謀殺罪罪名成立，判處9次無期徒刑且不得假釋。目前魯夫被收監於科羅拉多州美國監獄特雷霍特。

## 發表宣言
2017年10月2日，魯夫在獄中出版了一本書《最後的羅德西亞人：迪倫·魯夫的宣言》（The Last Rhodesian: The Manifesto's of Dylann Roof），該書籍由創造空間獨立出版平臺出版商出版，內容描述了他對美國的不滿和他對種族或歧視的想法，但這本書中的宣言在牢房中被警方發現，並將這本書作為一個違禁品帶走至辦公室保管。
關於該宣言的網站，曾在案件發生三天之後被發現，名為《最後的羅德西亞人》（The Last Rhodesian），被官員確認為魯夫擁有，該網站包含魯夫與白人至上主義和新納粹主義象徵合影的照片，以及一份宣言，描述了他對美國的不滿和他對種族或歧視的想法。魯夫也在宣言中聲稱表示他因讀到弗雷迪·格雷之死和美国的种族与犯罪而開始發展了他的白人至上主義觀點。